# Andrii Șevcenko
Andrii Mîkolaiovîci Șevcenko (scris și Shevcenko) (în ucraineană: Андрій Миколайович Шевченко, n. 29 septembrie 1976, Iahotîn, RSS Ucraineană, URSS) este un fost fotbalist și fost politician ucrainean, în prezent președinte al Asociației Ucrainene de Fotbal. Este primul fotbalist ucrainean care a câștigat Liga Campionilor. În anul 2004, Șevcenko a câștigat Balonul de Aur, devenind al treilea ucrainean care a obținut acest trofeu, după Oleg Blohin și Igor Belanov (cei doi au câștigat trofeul ca jucători ai URSS). Din 2016 până în 2021 a fost selecționer al echipa naționale de fotbal a Ucrainei.

## Cariera la echipa de club

### Primii ani
Primul sport pe care l-a practicat Șevcenko a fost boxul. Pentru că era un băiat firav, el nu a continuat să practice acest sport, deși era prezent în majoritatea turneelor de box adresate juniorilor. Astfel, Șevcenko a ales fotbalul, iar la 9 ani, chiar în anul dezastrului de la Cernobîl, când împreună cu familia s-a mutat de la Dvirkivșciîna, loc aflat foarte aproape de locul exploziei, Andriy a dat probe la o școală de fotbal din Kiev, dar a picat testul driblingului. Mai apoi, a fost remarcat de un căutător de tinere talente al celor de la Dinamo Kiev la un turneu de juniori, care l-a propulsat la juniorii clubului kievean.

### Dinamo Kiev
În 1990, la patru ani după ce ajunsese la juniorii lui Dinamo Kiev, Șevcenko a participat la turneul de juniori numit Supercupa Țării Galilor (pe atunci se numea Cupa Ian Rush, după fotbalistul galez care evolua la Liverpool). Juniorul lui Dinamo Kiev a reușit să devină golgheterul competiției, iar Ian Rush i-a dăruit o pereche de ghete pe care le-a purtat el drept premiu.
În anul 1992, Șevcenko a debutat pentru echipa a doua a clubului kievean, Dinamo-2 Kiev. La finalul sezonului, a devenit golgheterul acestei echipe, cu 12 goluri marcate. Debutul l-a avut în echipa de tineret a clubului Dinamo Kiev, ajungând după puțin timp în echipa mare.
Sezonul 1994-1995 a fost primul pentru Andrei Șevcenko la echipa mare a lui Dinamo Kiev. A marcat un gol în 17 meciuri în campionatul Ucrainei, pe care l-a câștigat pentru prima oară în cariera sa de fotbalist, în Cupa Ucrainei a jucat 4 meciuri în acea ediție și a marcat tot un gol, și a marcat inclusiv în Liga Campionilor, în ultimul meci din grupă al lui Dinamo Kiev, cu Bayern, meci câștigat până la urmă de bavarezi, deși Șevcenko deschisese scorul pentru Dinamo.
Sezonul următor a fost unul foarte bun pentru Șevcenko: a marcat două goluri în dubla cu Aalborg, pentru calificarea în Liga Campionilor, însă Dinamo Kiev a fost exclusă pentru acel sezon din Europa, după ce s-a demonstrat că oficialii clubului kievean au încercat să cumpere arbitrul în meciul cu Panathinaikos, primul din grupele Ligii; locul lor în grupe le-a fost luat chiar de echipa daneză. Șevcenko a avut succes și pe plan intern: a câștigat al doilea său titlu de campion al Ucrainei, precum și prima Cupă a acestei țări. În total, a evoluat în 38 de meciuri în acest sezon (31 în campionatul Ucrainei, 5 în Cupă și 2 în preliminariile Ligii Campionilor), marcând 16 goluri în prima ligă ucraineană, 1 în Cupa Ucrainei și 12 în preliminariile Ligii.
Sezonul 1996-1997 a fost cel mai nefast pentru Șevcenko la Dinamo Kiev. A evoluat în doar 20 de meciuri în campionat, înscriind 6 goluri, niciun meci în Cupa Ucrainei și niciun meci în Liga Campionilor (Dinamo Kiev a pierdut în runda de calificare, împotriva echipei Rapid Viena: 0-2, 2-4). A câștigat însă pentru a treia oară consecutiv campionatul cu Dinamo Kiev.
Sezonul 1997-1998 a fost unul din cele două sezoane bune făcute de Șevcenko la Dinamo Kiev. Mai presus de toate, va rămâne în istorie participarea de excepție a clubului ucrainean în Liga Campionilor. După ce în turul întâi preliminar Dinamo Kiev a spulberat campioana Țării Galiilor, Barry Town (6-0, scorul cumulat din dubla manșă), a trecut în turul doi preliminar și de campioana Danemarcei, Brøndby, cu 4-2 în tur, respectiv 0-1 în retur. Mai întâi, Șevcenko a puncat în primul meci al grupei, câștigat de Dinamo Kiev, scor 3-1, la Eindhoven, împotriva celor de la PSV Eindhoven. A urmat un nou gol al lui Șevcenko, chiar în al doilea meci al grupei, un 2-2 cu Newcastle, la Kiev, Dinamo pierzând victoria printre degete, după ce în minutul 79 scorul era 2-0 pentru ucraineni. Andriy nu a înscris în victoria, scor 3-0, obținută de kieveni în fața Barcelonei, însă, în returul de pe Camp Nou, Dinamo Kiev a obținut o victorie extraordinară, 4-0, iar Șevcenko a înscris un hattrick, atrăgându-și deja privirea marilor cluburi de pe continent. Dinamo Kiev s-a calificat în sferturi, unde a fost eliminată de Juventus Torino. Titlul în Ucraina a fost câștigat, și în acest sezon, de către Dinamo Kiev. Șevcenko își adăuga astfel în palmares cel de-al patrulea titlu, după ce bifase 23 de prezențe și marcase 19 goluri. În Cupa Ucrainei, Șevcenko a marcat 8 goluri în tot atâtea partide, reușind să câștige al doilea trofeu de acest gen.
Ultimul său sezon la Dinamo Kiev a fost, poate, cel mai bun. Pe lângă faptul că a câștigat, pentru a cincea oară consecutiv, campionatul Ucrainei (cu Șevcenko în echipă, Dinamo Kiev a reușit întotdeauna să ia titlul), marcând 18 goluri în 26 de partide (a devenit și golgheterul campionatului) și Cupa Ucrainei, marcând 5 goluri în doar 4 partide, Șevcenko a reușit un nou parcurs bun cu Dinamo Kiev în Liga Campionilor.
Totul a început cu două tururi preliminare: mai întâi, Dinamo Kiev a făcut golaveraj cu deja tradiționalul adversar Barry Town, scor 10-1 (8-0 și 2-1), în care Șevcenko a marcat de două ori, iar apoi, în turul 2, a trecut doar la penalty-uri de Sparta Praga. În grupe, Dinamo Kiev a început slab, înfrângere la Atena, în compania celor de la Panathinaikos, iar parcursul din anul precedent părea doar un vis. Șevcenko a marcat primul său gol în cel de-al doilea meci al grupei, un egal la Kiev, în compania celor de la RC Lens. Seria egalurilor a continuat, iar la Londra, în compania lui Arsenal, Sergei Rebrov a marcat în minutul 90 golul de 1-1. Șevcenko și Dinamo Kiev au reușit să câștige meciul împotriva tunarilor, la Kiev: 3-1, după ce la un moment dat scorul fusese chiar 3-0, scor stabilit chiar de Șevcenko. Dinamo Kiev a obținut o victorie norocoasă apoi cu Panathinaikos, după ce grecii au pierdut la Kiev datorită autogolului marcat de Basinas, iar victoria care a asigurat calificarea lui Dinamo a fost un 3-1 clar obținut la Lens (Dinamo mai avea nevoie de o victorie sau de un egal cu goluri). Șevchenko a marcat golul de 3-1. În sferturile de finală, Șevcenko a marcat un gol extrem de important, deschizând scorul pe Santiago Bernabeu, împotriva celor de la Real Madrid. Până la urmă, madrilenii au egalat, însă în retur, Dinamo Kiev obținea o victorie extrem de importantă, scor 2-0, pe Stadionul Olimpic din Kiev, care trimitea echipa ucraineană în semifinala cu Bayern München (germanii trecuseră extrem de ușor în sferturi de o altă echipă nemțească, Kaiserslautern). Șevcenko a marcat o dublă în tur, într-un meci încheiat dramatic 3-3, după ce Dinamo avusese, pe rând, 2-0 și 3-1. În retur, Bayern a învins cu 1-0, calificându-se în dramatica finală pe care aveau să o piardă, în prelungiri, cu Manchester United.
În total a câștigat cinci titluri de campion național consecutive, între 1994 și 1999. În vara anului 1999, Andrei Șevcenko a părăsit clubul Dinamo Kiev pentru nu mai puțin de 25 de milioane de dolari, ajungând în curtea lui AC Milan.

### AC Milan

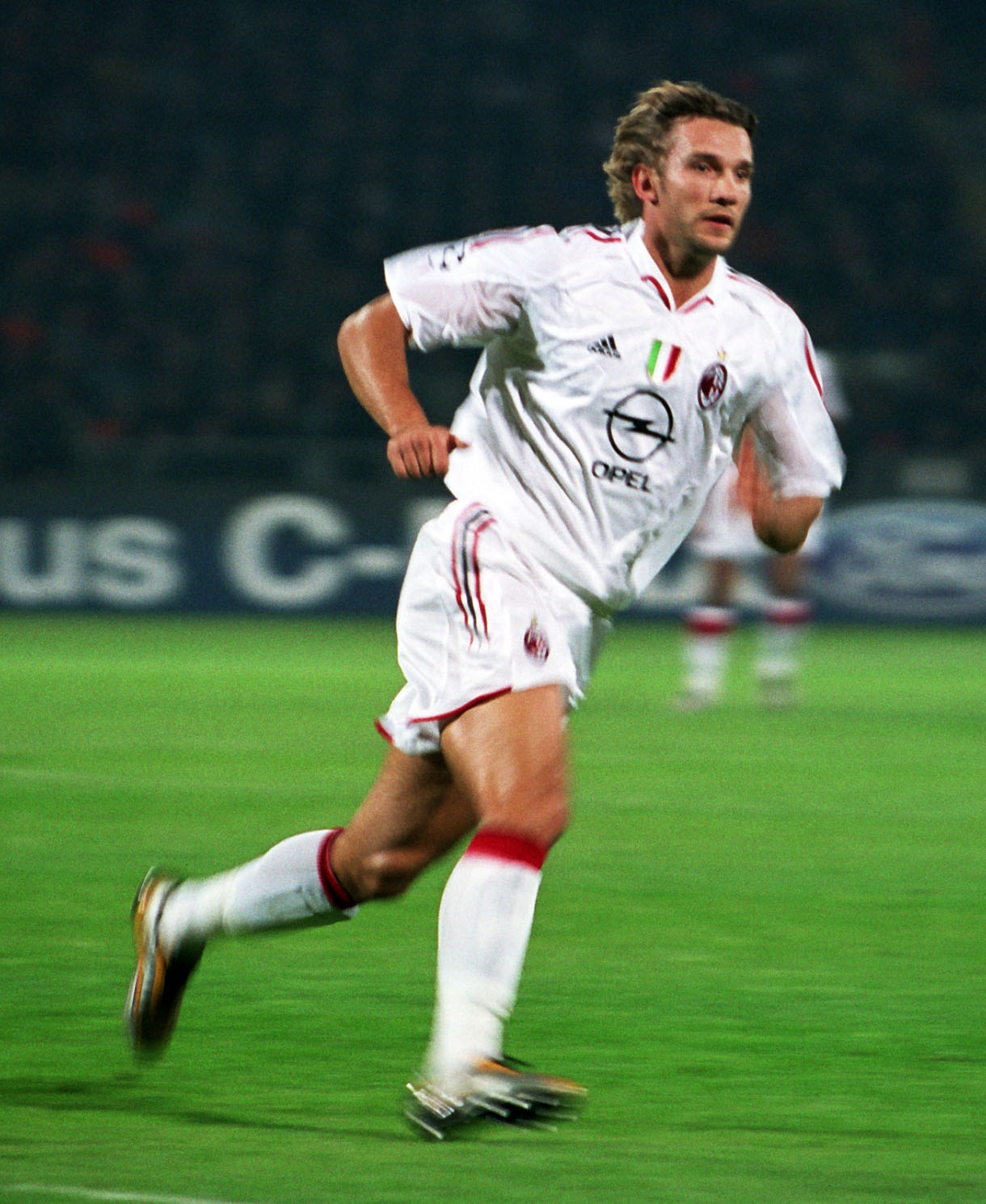
Șevcenko la AC Milan

Pe data de 28 august 1999, Andriy Șevcenko debuta la AC Milan într-un meci cu Lecce, încheiat la egalitate, scor 2-2. A jucat 32 de meciuri în acest prim sezon în Serie A, marcând nu mai puțin de 24 de goluri; a reușit să câștige titlul de golgheter în prima divizie italiană, devenind primul jucător străin care a reușit să câștige acest titlu în primul său sezon în Serie A. A jucat 5 meciuri și a marcat 4 goluri în Copa Italia, unul în optimi, împotriva celor de la Atalanta, și 3 în dubla din sferturi cu Inter Milano. A fost declarat cel mai bun fotbalist străin din Serie A în sezonul 1999-2000.
În Liga Campionilor, Andriy Shevchenko a jucat în toate cele șase partide susținute de AC Milan (câte două cu Galatasaray Istanbul, Hertha Berlin și Chelsea Londra): a marcat chiar și un gol, împotriva celor de la Galatasaray Istanbul, pe 21 septembrie 1999. Din păcate pentru el, AC Milan a terminat pe ultimul loc în această grupă și a fost eliminată.
Următorul sezon a fost unul mult mai bun pentru Șevcenko: deși primul trofeu alături de AC Milan întârzia să apară, performanțele sale fotbalistice au rămas constante: din nou 24 de goluri marcate pentru Milan în Serie A, de data aceasta în mai multe meciuri jucate, 34 (Șevcenko a reușit performanța de a evolua în toate partidele acestui sezon), a evoluat în 3 meciuri pentru Milan în Cupa Italiei, în care a înscris un gol împotriva Atalantei și și-a îmbunătățit performanța din sezonul precedent, ajungând cu echipa sa până în semifinale.
Performanța mai bună a celor de la AC Milan în Liga Campionilor, sezonul 2000-2001 i s-a datorat și lui Andrei Șevcenko. Milan s-a calificat în Ligă după un meci în preliminarii câștigat în fața celor de la Dinamo Zagreb cu scorul de 6-1 în dubla manșă. Șevcenko a jucat și în tur, și în retur, reușind să marcheze și un gol. În primul meci jucat de Milan în grupă, victorie cu scorul de 4-1 în fața turcilor de la Beșiktaș, Șevcenko a marcat ultimele două goluri ale partidei. În următoarele trei partide (cu Leeds, în Anglia și cele două partide cu FC Barcelona) Șevcenko nu a reușit să marcheze, însă al treilea gol a venit din nou cu Beșiktaș, de data aceasta în meciul de la Istanbul. Milan s-a calificat de pe primul loc pentru runda secundă, care în acea vreme se disputa tot sub sistem de grupe. În această grupă, Șevcenko a marcat în primul meci al Milanului, un egal cu Galatasaray, chiar pe San Siro. Șevcenko nu a mai înscris până în ultimul meci al grupei, când echipa sa, deja eliminată, a reușit un egal, 1-1, în meciul de pe San Siro împotriva celor de la Deportivo La Coruna. A devenit astfel, pentru a doua oară, golgheter al Ligii Campionilor.
Pentru sezonul 2001-2002, AC Milan nu a reușit să se califice în grupele Ligii Campionilor, jucând doar în Cupa UEFA. Șevcenko a marcat primul gol al italienilor în acel sezon al Cupei UEFA, împotriva bielorușilor de la BATE Borisov. În turul doi, a marcat unul din cele trei goluri cu ajutorul cărora Milan a trecut de bulgarii de la ȚSKA Sofia. În șaisprezecimi, Milan a trecut de echipa portugheză Sporting Lisabona, iar Șevcenko a marcat golul de 1-0 din victoria decisivă de la Milano, 2-0. În optimi, AC Milan a avut noroc să treacă de Roda, echipă din Olanda, în fața căreia s-a impus doar la penaltiuri. Șevcenko nu a mai înscris până în semifinale, unde echipa sa a fost eliminată de către Borussia Dortmund, după o victorie zdrobitoare a nemților, 4-0, la Dortmund, și una insuficientă a italienilor, 3-1, în retur.
Sezonul 2002-2003 a fost primul sezon în care Șevcenko a câștigat trofee cu AC Milan. Mai întâi, Șevcenko a câștigat Coppa Italia, după ce Milan a dispus în finală, cu scorurile de 4-1 în tur și 2-2 în retur de AS Roma. Șevcenko a marcat și un gol în primul meci al finalei, golul de 4-1.
Deși în Serie A nu a evoluat atât de mult ca în sezoanele precedente (doar 24 de meciuri jucate și doar 5 goluri marcate), Șevcenko a fost foarte util, ca de obicei, în Liga Campionilor. Chiar dacă eroul Milanului în Grupa H s-a numit Filippo Inzaghi, omul care a marcat câte două goluri în meciurile cu Bayern și Lens și trei în meciul cu Deportivo La Coruna, Șevcenko a marcat și el un gol, ce-i drept, într-o înfrângere a Milanului împotriva francezilor de la Lens. Milan a ieșit din grupă de pe primul loc, calificându-se pentru etapa a doua, în care a căzut într-o grupă alături de Real Madrid, Borussia Dortmund și Lokomotiv Moscova. În chiar primul meci al grupei, Șevcenko și-a demonstrat clasa, învingându-l cu sânge rece pe Iker Casillas după ce a primit o pasă de la Rui Costa. A fost singurul gol marcat de Șevcenko în cadrul acestei grupe care ținea locul optimilor de astăzi. În sferturi, Milan a avut parte de o calificare dramatică în fața olandezilor de la Ajax Amsterdam: după 0-0 în Olanda, Jari Litmanen, fotbalistul lăncierilor, a egalat în minutul 63 la 1, scor la care Ajax era în semifinale. Șevcenko a marcat pentru 2-1, însă Steven Pienaar a făcut 2-2, când mai erau doar 12 minute de jucat. Până la urmă, Milan s-a calificat datorită golului marcat de Tomasson, în primul minut de prelungiri. Șevcenko a fost decisiv în semifinala cu Inter Milano, când, la 0-0 în meciul retur și după un 0-0 considerat cu AC Milan gazdă, a marcat un gol care a decis calificata în finală: după o pasă a lui Clarence Seedorf, Șevcenko a trecut ușor de Iván Córdoba și l-a învins pe Francesco Toldo. Chiar dacă Inter a egalat prin Obafemi Martins, AC Milan a ajuns în finala de la Manchester, pe care a jucat-o împotriva unei alte rivale, Juventus Torino. În finală, Șevcenko a bătut penalty-ul decisiv, după ce meciul se terminase 0-0, iar Trezeguet, Zalayeta și Montero, de la Juve, respectiv Clarence Seedorf și Kakhaber Kaladze au ratat. Ucraineanul a bătut în stânga lui Gianluigi Buffon, care a sărit în dreapta, iar Cupa Campionilor lua drumul Milanului.
Următorul sezon a reprezentat un nou sezon bun pentru „Sheva”. Acesta a reușit să câștige titlul în Italia, după ce a marcat de 24 de ori (la fel ca în primele două sezoane la Milan) în 32 de meciuri.
În Cupa Italiei, Șevcenko a ajuns până în semifinale cu AC Milan, după ce a jucat doar în 2 meciuri din 4. El nu a marcat în aceste două meciuri.
Milan nu a obținut o performanță atât de bună în noul sezon de Liga Campionilor ca în anul precedent. Echipa italiană a ajuns totuși până în sferturi, unde a fost eliminată dramatic de echipa spaniolă Deportivo La Coruna (4-1 pentru Milan în tur, 4-0 pentru Depor în retur). Șevcenko a marcat 4 goluri în acest sezon de Liga Campionilor. Primul l-a marcat pe 26 noiembrie, într-un meci cu Ajax Amsterdam, contând pentru grupa H, din care făceau parte cele două echipe; următoarele goluri au venit în optimea cu Sparta Praga, în victoria 4-1 de pe San Siro (în tur, la Praga, scorul fusese egal, 0-0). A mai marcat un gol în turul cu La Coruna, meci încheiat tot cu scorul de 4-1.
Tot în acest an, pe lângă Supercupa Italiei, al patrulea trofeu câștigat de Șevcenko la Milan, jucătorul ucrainean a devenit al treilea ucrainean care să primească Balonul de Aur (cel mai bun fotbalist din Europa al anului) după Oleg Blohin și Igor Belanov. La fel ca și în anul precedent, când câștigase Cupa Campionilor, el a dus trofeul la statuia lui Valeri Lobanovski, antrenorul care a avut încredere în el în timp ce era jucătorul lui Dinamo Kiev.
Șevcenko nu a mai reușit să câștige, până la plecarea sa de la Milan, survenită în vara anului 2006, niciun trofeu. A rămas însă un om important pentru Milan în Liga Campionilor. În sezonul 2004-2005, Șevcenko a mai marcat 6 goluri în Liga Campionilor: în grupe cu Celtic Glasgow (victorie cu scorul de 3-1), unicul gol în victoria cu Barcelona, precum și golul Milanului în înfrângerea de pe Camp Nou, 1-2. A mai dat două goluri în sferturile de finală împotriva lui Inter Milano, ultimul dintre ele fiind golul care a declanșat nebunia fanilor lui Inter pe „Giuseppe Meazza”, aceștia începând să arunce în a doua repriză cu torțe în teren (AC Milan a câștigat, în cele din urmă, cu 3-0, la masa verde).
În semifinala cu Milan, italienii au avut din nou un salvator în pielea lui Șevcenko: acesta a marcat golul de 1-0 al meciului tur. În retur, PSV a învins cu 3-1, insuficient însă (Ambrosini a înscris în minutul 91, la 2-0 pentru PSV, altfel meciul se decidea în prelungiri sau la penalty-uri).
Finala a fost, din păcate pentru Șevcenko, un vis urât: cea mai frumoasă finală din istoria Ligii Campionilor a fost un coșmar pentru Șevcenko, Milan fiind egalată de Liverpool după ce condusese cu 3-0 la pauză, iar Șevcenko ratând o ocazie rarissimă în minutul 118, nimerindu-l pe portarul Jerzy Dudek, singur din 7 metri. La penalty-uri, a fost din nou ultimul executant, însă polonezul din poarta lui Liverpool a parat penalty-ul executat de șeptarul Milanului, iar cupa a ajuns în Anglia.
Ultimul sezon al lui Șevcenko la Milan i-a mai adus un titlu de golgheter în Liga Campionilor. El a înscris nouă goluri în această ediție a celei mai importante competiții inter-cluburi din Europa, după cum urmează: a marcat în primul meci al grupelor, împotriva celor de la Fenerbahce, într-o victorie cu 3-1. A marcat și în egalul cu Schalke, 2-2 la Gelsenkirchen, precum și în meciul retur cu Fenerbahce. El a intrat în istoria Ligii ca fiind al cincilea fotbalist care reușește să marcheze 4 goluri într-un meci de Ligă: Șevcenko a marcat 4 goluri, iar meciul s-a încheiat cu scorul de 4-0 pentru echipa sa. În meciul tur din optimile jucate de Milan împotriva celor de la Bayern, Șevcenko a marcat din penalty într-un meci încheiat la egalitate, 1-1. În returul de la Milano, Șevcenko a mai marcat o dată, iar echipa italiană s-a calificat grație unei victorii cu scorul de 4-1. În sferturile de finală, Șevcenko a marcat ultimul gol din meciul retur cu echipa franceză Olympique Lyon, încheiat 3-1. În tur, scorul fusese 0-0, așa că AC Milan a mers mai departe. În semifinale, drumul lui Șevcenko către finală a fost oprit de Barcelona, cea care avea să și câștige competiția. Lui Șevcenko i s-a anulat un gol perfect valabil chiar în ultimul minut al partidei.
În vara anului 2006, Șevcenko a părăsit AC Milan. După mai multe zvonuri care spuneau că atacantul ucrainean a semnat cu Chelsea, oficialii clubului din capitala Angliei au confirmat transferul atacantului pentru suma record de 30,8 de milioane de lire sterline (43,875 milioane de euro). În total, Șevcenko a jucat din 1999 până în 2006 296 de meciuri oficiale pentru AC Milan: 208 în Serie A, 18 în Coppa Italia și 70 în cupele europene, marcând 175 de goluri pentru această formație, devenind astfel al doilea marcator din istoria clubului.

### Chelsea

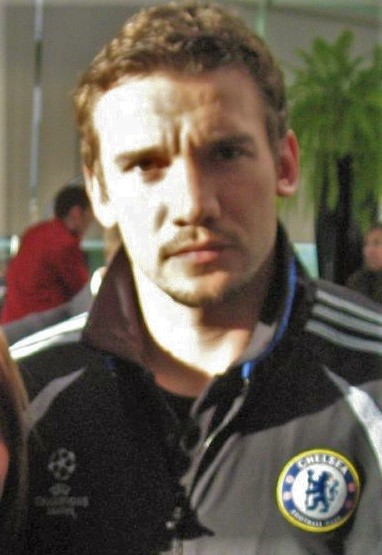
Șevcenko în cantonament în 2007

A semnat un contract cu Chelsea Londra în 2006. Debutul lui Șevcenko la Chelsea a fost unul de bun augur. Acesta a marcat golul formației sale în meciul din FA Community Shield, jucat împotriva lui Liverpool. Din păcate pentru atacantul ucrainean, acesta a ratat primul său trofeu la echipa din capitala Angliei, „cormoranii” învingând echipa lui Roman Abramovici cu scorul de 2-1.
A urmat primul gol marcat de Șevcenko în Premier League: s-a întâmplat într-o înfrângere a echipei londoneze, pe data de 23 august 2006, împotriva echipei Middlesbrough F.C.
Încet, încet, Șevcenko s-a stins, dar șansa ucraineanului s-a numit din nou Liga Campionilor. Deși nu a marcat până în ultimul meci al grupei, împotriva codașei Levski Sofia, Șevcenko a evoluat foarte bine alături de colegul său, Didier Drogba, fiind mai mereu omul din umbră al ivorianului (Drogba a marcat 5 goluri în această grupă). În turul optimlor, Șevcenko a reușit să egaleze la Porto în minutul 16, după ce Raul Meireles deschisese scorul în minutul 12. În retur, Chelsea s-a impus cu 2-1 iar echipa lui Shevchenko a mers mai departe. În sferturile de finală împotriva Valenciei, Șevcenko a egalat la 1 în returul de pe Mestalla, după ce în tur, pe Stamford Bridge, scorul fusese tot 1-1. Până la urmă, ghanezul Essien a marcat golul calificării londonezilor în ultimul minut al partidei. Din păcate pentru el și pentru club, Șevcenko s-a operat de hernie, ratând finalul sezonului, inclusiv semifinala pierdută de Chelsea împotriva lui Liverpool.
În Cupa Angliei, Șevcenko a marcat un gol senzațional în meciul cu Tottenham Hotspur: a tras din lateral dreapta, cu piciorul stâng, golul său fiind foarte important în calificarea echipei sale în semifinale. Până la urmă, Chelsea a câștigat finala, după ce Didier Drogba l-a învins în minutul 116 pe Edwin van der Sar. Shevcenko a câștigat astfel primul trofeu cu Chelsea, dar nu a putut evolua în finală datorită accidentării menționate anterior.
Shevcenko a avut succes cu Chelsea și în Cupa Ligii: a înscris un gol împotriva lui Aston Villa, în victoria obținută cu scorul de 4-0 în sferturile de finală. În semifinala împotriva celor de la Wycombe Wanderers, Șevcenko a marcat o dublă în returul de pe Stamford Bridge, dublă care a contat enorm în economia calificatei în finală.
Finala a avut loc pe 25 februarie 2007, pe Millenium din Cardiff. Walcott a deschis scorul, însă Drogba a egalat și a marcat și golul victoriei lui Chelsea. Șevcenko a fost schimbat în minutul 99, pentru că meciul a fost prelungit datorită unei încăierări generale între jucătorii celor două formații.
Al doilea sezon al lui Andrei Șevcenko la Chelsea a fost, cu siguranță, cel mai slab sezon din cariera de fotbalist profesionist a atacantului ucrainean.

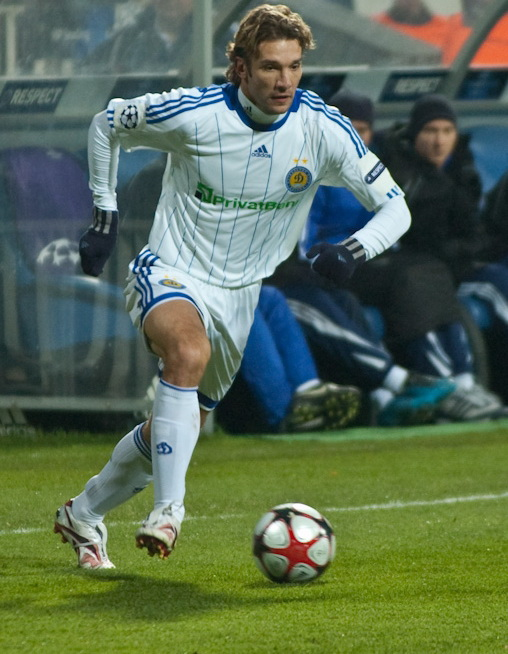
Șevcenko în al doilea mandat la Dinamo Kiev

Deși a beneficiat de accidentarea principalului său contracandidat pentru un loc în atacul lui Chelsea, ivorianul Didier Dorgba, Șevcenko nu a reușit să confirme în primele meciuri ale sezonului, împotriva unor echipe de pluton precum Birmingham City, Reading sau Blackburn Rovers. Se părea că salvarea sa va veni tot din Liga Campionilor, după ce a egalat la 1 în meciul de pe teren propriu cu Rosenborg. La puțin timp după egalul rușinos de acasă cu echipa norvegiană, Jose Mourinho, antrenorul portughez al celor de la Chelsea, a părăsit gruparea londoneză, iar în locul său a venit israelianul Avram Grant. La început, Șevcenko era titular în echipa acestuia, marcând goluri împotriva unor echipa ca Manchester City, Sunderland, Aston Villa (dublă), însă în urma unei accidentări, și-a pierdut locul de titular, ajungând să evolueze în cele din urmă la echipa secundă a clubului. Până la urmă, a fost introdus în teren pe finalul sezonului, reușind ultimul gol al echipei londoneze în stagiunea 2007-2008 a Premier League, împotriva lui Bolton. Șevcenko a refuzat cererea lui Avram Grant în finala Ligii Campionilor, care l-ar fi rugat să intre în ultimul minut al prelungirilor pentru a executa un penalty la loteria loviturilor de departajare. În teren a intrat brazilianul Belletti, care a marcat de la punctul cu var.
În 2008 Chelsea l-a împrumutat înapoi la Milan.

## Împrumutul la Milan

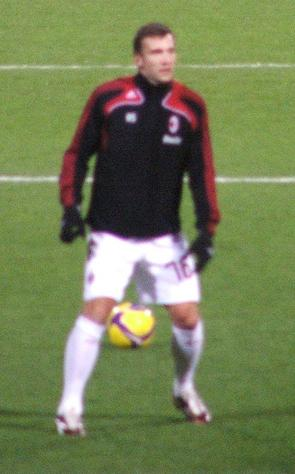
Andrei Șevcenko împrumutat la Milan, în 2008

Șevcenko ajunsese să joace rar pentru Chelsea, iar în urma numirii lui Luiz Felipe Scolari, s-a dovedit a fi în plus. Vice-președintele Milanului, Adriano Galliani, s-a oferit să-l readucă pe San Siro, unde a și ajuns în sezonul 2008–2009.
Al doilea mandat al lui Șevcenko la Milan a fost unul lipsit de succes, deoarece a marcat numai două goluri în 26 de meciuri, fără a marca în campionat, fiind titlular în doar nouă dintre acestea. La sfârșitul sezonului, Șevcenco s-a întors la Chelsea pentru a-și duce la capăt ultimul din cei patru ani de contract. Antrenorul de atunci al Milanului Carlo Ancelotti, a ajuns și el la Chelsea.
Șevcenko nu a fost nici măcar rezervă în victoria lui Chelsea obținută la penaltiuri pe Webley în fața celor de la Manchester United în meciul inaugural al sezonului, cel din Community Shield. După ce a intrat pe teren în ultimele minute ale celui de-al doilea meci din sezonul de Premier League 2009–2010, Ancelotti a anunțat că Șevcenko ar putea pleca de la Chelsea chiar înainte de fereastra de transferuri din vară. În ciuda acestei declarații, Ancelotti a transmis că acest lucru nu a contat în lăsarea lui Șevcenko în afara lotului lui Chelsea din Liga Campionilor 2009-2010.
În următorul sezon ajunge la echipa la care s-a lansat, Dinamo Kiev, de unde se și retrage.

## Întoarcerea la Dinamo Kiev
La 28 august 2009, Șevcenko a semnat un contract pe doi ani cu fosta sa formație Dinamo Kiev marcând din penalti la primul său meci de ligă de la revenire, cel cu Metalurg Donețk câștigat de kieveni cu scorul de 3-1 pe 31 august 2009. A fost folosit ca extremă stânga, fiind numit de pe acea poziție și în echipa anului 2009. La 16 septembrie 2009, Șevcenko a jucat în primul meci de Champions League de la întoarcerea la Dinamo, cel cu Rubin Kazan, în primul meci al kievenilor din sezonul 2009–10. În octombrie 2009 a fost numit cel mai bun jucător al Premier Liga. La 4 noiembrie 2009, a marcat un gol cu Internazionale, rivala fostului său club, Milan, în al patrulea meci jucat în sezonul de Liga Campionilor. A fost al cincisprezecelea gol marcat împotriva lui Inter din carieră. La 25 august 2010, a marcat din penalti cu Ajax în al doilea meci din calificările contând pentru Liga Campionilor 2010-2011.
La 28 iulie 2012, Șevcenko își anunță retragerea din fotbal și intrarea în politică. În 2013 s-a apucat de golf.

## Cariera la echipa națională

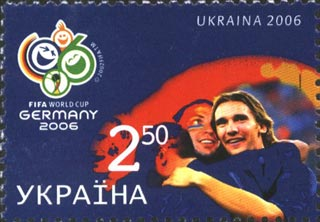
Șevcenko pe un timbru sărbătorind calificarea la Campionatul Mondial din 2006

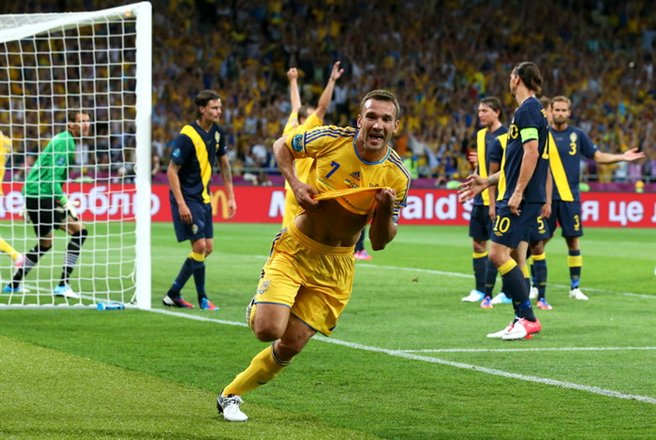
Șevcenko sărbătorind marcarea unui gol în poarta Suediei la Euro 2012

Andrei Șevcenko a debutat la echipa națională a Ucrainei la data de 25 martie 1995, într-un meci de calificare pentru Campionatul European de Fotbal din Anglia, jucat de Ucraina împotriva Croației, la Zagreb. Debutul lui Șevcenko nu a fost foarte strălucit, iar Croația s-a impus fără probleme în fața unei naționale care se afla abia la al 20-lea meci din istorie: 4-0.
Pe 1 mai 1996, Șevcenko a marcat primul său gol la echipa națională, într-un meci împotriva echipei naționale a Turciei, încheiat cu victoria turcilor, scor 3-2.
În preliminariile pentru Campionatul Mondial din 1998, Șevcenko a fost foarte activ, ajutând echipa Ucrainei să se califice la barajul pentru calificarea la această competiție. A marcat primul gol din aceste preliminarii împotriva Irlandei de Nord, într-o victorie cu 2-1 a naționalei Ucrainei. Apoi, a marcat câte un gol în meciurile cu Armenia, jucate la Kiev și Erevan. A marcat și în returul barajului pentru CM, în meciul de la Kiev (1-1 împotriva Croației), însă în tur croații se impuseseră cu scorul de 2-0, ei fiind cei care s-au calificat la mondial.
În calificările pentru Campionatul European de Fotbal 2000, Șevcenko a fost mai șters, marcând doar două goluri: unul împotriva Rusiei, într-un egal care a avut loc la Moscova, pe 9 octombrie 1999, și în barajul pentru calificare, pierdut în fața Sloveniei (care peste doi ani avea să fure și României o calificare, însă la Campionatul Mondial). Slovenii au învins la Ljubljana cu 2-1, meci în care a punctat și Șevcenko, însă la Kiev Ucraina a făcut doar un egal, 1-1, ratând al doilea turneu final la mustață.
Preliminariile pentru Campionatul Mondial din Coreea de Sud și Japonia au fost un adevărat galop de sănătate pentru Șevcenko: sub comanda lui Valeri Lobanovski, acesta a marcat nu mai puțin de zece goluri: primul dintre ele a venit într-o înfrângere în fața Poloniei, scor 1-3, apoi a marcat două goluri decisive în victoria de la Erevan, 3-2 împotriva Armeniei. Un alt gol extrem de important marcat de Șevcenko a fost cel de la Oslo, când Ucraina a învins la limită, cu 1-0, principala contracandidată pentru locul 2, care ducea Ucraina din nou la baraj. După încă un gol cu Țara Galilor, au venit trei goluri în victoriile cu Belarus (2-0) și Armenia (3-0), un gol în returul cu Polonia (1-1), și Ucraina era calificată la baraj. Din păcate, Ucraina a avut ghinionul să dea peste viitoarea finalistă a CM, Germania, care, deși ținută în șah la Kiev, a spulberat Ucraina, scor 4-1, la Dortmund. Golul Ucrainei a fost marcat de către Șevcenko, care rata al treilea turneu final la baraj.
În preliminariile pentru CE 2004, Ucraina a avut parte de o grupă infernală: Spania, Grecia (viitoarea campioană europeană), Danemarca, Irlanda de Nord și Armenia. Deși a reușit să învingă Grecia la Kiev și să țină în șah Spania tot în Ucraina, naționala Ucrainei a terminat doar pe locul 3 în grupă, ratând chiar și barajul. Totuși, Șevcenko a fost din nou șters, marcând doar trei goluri: cu Armenia, într-o nouă victorie la limită (4-3), și unul în înfrângerea de la Elche, din Spania, scor 1-2.
Preliminariile Campionatului Mondial din Germania au fost un adevărat succes pentru Șevcenko și colegii săi. Șevcenko a reușit să marcheze cinci goluri, contribuind decisiv la calificarea naționalei sale la acest turneu final. Mai întâi, a marcat în egalul cu campioana europeană, Grecia, 1-1, de la Kiev. Apoi, a făcut 2-0 în meciul de la Lvov, împotriva Georgiei. Momentul de vârf al lui Șevcenko în aceste preliminarii l-au reprezentat golurile marcate în Turcia, în victoria clară a Ucrainei, 3-0. Atacantul a făcut 2-0 în minutul 17, după ce Gusev deschisese scorul, iar în penultimul minut de joc regulamentar a marcat ultimul gol al partidei. Încă două goluri în partidele cu Kazahstan și Albania, și Ucraina se califica la primul turneu final din istorie.

### Campionatul Mondial din Germania din 2006
Debutul Ucrainei la acest Campionat Mondial a fost unul dezastruos. Spania a spulberat naționala lui Șevcenko, scor 4-0 pentru spanioli, care au marcat prin Xabi Alonso, David Villa (dublă) și Fernando Torres. Șevcenko a evoluat tot meciul, însă nu a reușit nimic notabil în primul meci al Ucrainei la un turneu final.
Următorul meci a reprezentat spălarea păcatelor ucrainenilor: au învins cu scorul de 4-0 Arabia Saudită, iar Andrei Șevcenko a marcat al treilea gol al Ucrainei, reușind primul său gol la acest turneu final.
În meciul cu Tunisia, ultimul din grupe, Ucraina avea nevoie de cel puțin un punct pentru a merge mai departe, în optimile de finală. Și nu au obținut unul, ci trei, pentru că, în urma unui penalty scos tot de el, Andrei Șevcenko a marcat unicul gol al întâlnirii, calificând naționala Ucrainei în următoarea fază a competiției.
A urmat meciul din optimi, și, spre șansa Ucrainei, aceasta a întâlnit Elveția, care ieșise pe primul loc dintr-o grupă din care au mai făcut parte Franța, Togo și Coreea de Sud. După 120 de minute în care scorul a rămas 0-0, a venit rândul executării loviturilor de departajare. Primul care a încercat să marcheze de la punctul cu var a fost chiar Andrei Șevcenko. Acesta a bătut, contrar obiceiului său, în dreapta portarului, iar portarul elvețian Pascal Zuberbuhler a parat penalty-ul ucraineanului.
Din fericire pentru Șevcenko, toți cei trei elvețieni care au executat au și ratat, iar de la naționala Ucrainei n-a ratat nimeni (au mai executat Rebrov, Artem Milevski și Gusev). Astfel, Ucraina s-a calificat în sferturile de finală, unde avea să întâlnească viitoarea campioană mondială, Italia, care trecuse cu destule emoții de echipa națională a Australiei.
Meciul cu Italia nu a început deloc bine pentru ucraineni: Gianluca Zambrotta, fundașul dreapta italian, a prins un șut sănătos de la circa 25 de metri de poarta lui Șovkovski, iar portarul ucrainean nu a reușit să pareze lovitura. 1-0, iar Șevcenko și ai săi erau obligați să atace. Nu s-a întâmplat nimic până la pauză, însă în primele 5 minute ale reprizei secunde, portarul Gianluigi Buffon a scăpat din patru situații teribil de dificile: mai întâi, Husin a lovit bara porții italiene, apoi același jucător a ratat o ocazie monumentală, trimițând peste din doar 5 metri. Apoi, Șevcenko și Husev au avut neșansă, pentru că mingea a lovit din nou bara, respectiv s-a scurs de puțin pe lângă poartă la șuturile celor doi. Și pentru că ocaziile se răzbună, ucrainenii au fost aspru penalizați de către Luca Toni, care a marcat o dublă și a stabilit calificata în semifinale.

### Euro 2008
Ucraina a avut o neșansă uriașă la tragerea la sorți pentru preliminariile Campionatului European din Elveția și Austria. În grupa Ucrainei s-au aflat, printre altele, Italia (Campioana mondială), Franța (vice-campioana mondială), Scoția, Georgia sau Lituania. Șevcenko a reușit să înscrie totuși 5 goluri, acestea fiind însă insuficiente pentru calificarea Ucrainei chiar și de pe locul 2. A marcat mai întâi în două victorii, 3-2 cu Georgia și 2-0 cu Scoția, ambele la Kiev, însă a marcat și în alte trei meciuri de tristă amintire pentru ucraineni: înfrângere cu 1-3 la Kiev împotriva Italiei, din nou înfrângere, 1-3, la Glasgow, și un egal, 2-2, cu Franța.
Într-un inverviu acordat UEFA la data de 21 decembrie 2009, Șevcenko  a declarat că așteaptă să joace pentru naționala sa la UEFA Euro 2012.
În mai 2012, Șevcenko a fost convocat la lotul Ucrainei pentru Campionatul European de Fotbal 2012, la care a marcat două goluri cu capul cu Suedia. În 2012 și-a anunțat retragerea de la națională.
În noiembrie 2012 Șevcenko a refuzat oferta Federației Ucraineane de Fotbal de a deveni selecționerul Ucrainei.

## Cariera politică
În urma retragerii din fotbal, Șevcenko s-a înscris în Partidul Social-Democrat Ucrainean, pe listele căruia a candidat pentru un mandat de deputat în Parlamentul Ucrainei la alegerile generale din 2012, fără succes.

## Antrenorat

### Ucraina
Pe 15 iulie 2016, în urma parcursului dezastruos la Campionatul European, Șevcenko a devenit selecționerul Ucrainei, semnând cu Federația Ucraineană de Fotbal un contract pe doi ani cu opțiune de prelungire. Obiectivul este calificarea echipei la Campionatul Mondial din 2018.

## Statistici

### Club
| Sezon         | Club          | Ligă           | Campionat | Campionat | Cupă    | Cupă   | Europa  | Europa | Altele  | Altele | Total   | Total  |
| Sezon         | Club          | Ligă           | Meciuri   | Goluri    | Meciuri | Goluri | Meciuri | Goluri | Meciuri | Goluri | Meciuri | Goluri |
| ------------- | ------------- | -------------- | --------- | --------- | ------- | ------ | ------- | ------ | ------- | ------ | ------- | ------ |
| 1994–95       | Dinamo Kiev   | Premier Liga   | 17        | 1         | 4       | 1      | 2       | 1      | -       | -      | 23      | 3      |
| 1995–96       | Dinamo Kiev   | Premier Liga   | 31        | 16        | 5       | 1      | 2       | 2      | -       | -      | 38      | 19     |
| 1996–97       | Dinamo Kiev   | Premier Liga   | 20        | 6         | -       | -      | -       | -      | -       | -      | 20      | 6      |
| 1997–98       | Dinamo Kiev   | Premier Liga   | 23        | 19        | 8       | 8      | 10      | 6      | -       | -      | 41      | 33     |
| 1998–99       | Dinamo Kiev   | Premier Liga   | 26        | 18        | 4       | 5      | 14      | 10     | -       | -      | 44      | 33     |
| 1999–00       | Milan         | Serie A        | 32        | 24        | 4       | 4      | 6       | 1      | 1       | 0      | 43      | 29     |
| 2000–01       | Milan         | Serie A        | 34        | 24        | 3       | 1      | 14      | 9      | -       | -      | 51      | 34     |
| 2001–02       | Milan         | Serie A        | 29        | 14        | 3       | 0      | 6       | 3      | -       | -      | 38      | 17     |
| 2002–03       | Milan         | Serie A        | 24        | 5         | 4       | 1      | 11      | 4      | -       | -      | 39      | 10     |
| 2003–04       | Milan         | Serie A        | 32        | 24        | 1       | 0      | 10      | 5      | 2       | 0      | 45      | 29     |
| 2004–05       | Milan         | Serie A        | 29        | 17        | -       | -      | 10      | 6      | 1       | 3      | 40      | 26     |
| 2005–06       | Milan         | Serie A        | 28        | 19        | -       | -      | 12      | 9      | -       | -      | 40      | 28     |
| 2006–07       | Chelsea       | Premier League | 30        | 4         | 6       | 3      | 10      | 3      | 5       | 4      | 51      | 14     |
| 2007–08       | Chelsea       | Premier League | 17        | 5         | 1       | 0      | 5       | 1      | 2       | 2      | 25      | 8      |
| 2008–09       | Milan         | Serie A        | 18        | 0         | 1       | 1      | 7       | 1      | -       | -      | 26      | 2      |
| 2009–10       | Chelsea       | Premier League | 1         | 0         | -       | -      | -       | -      | -       | -      | 1       | 0      |
| 2009–10       | Dinamo Kiev   | Premier Liga   | 21        | 7         | 2       | 0      | 6       | 1      | -       | -      | 29      | 8      |
| 2010–11       | Dinamo Kiev   | Premier Liga   | 18        | 10        | 2       | 1      | 12      | 5      | -       | -      | 32      | 16     |
| 2011–12       | Dinamo Kiev   | Premier Liga   | 16        | 6         | 1       | 0      | 5       | 0      | -       | -      | 22      | 6      |
| Dinamo        | Dinamo        | Dinamo         | 172       | 83        | 26      | 16     | 51      | 25     | -       | -      | 249     | 124    |
| Milan         | Milan         | Milan          | 226       | 127       | 16      | 7      | 76      | 38     | 4       | 3      | 322     | 175    |
| Chelsea       | Chelsea       | Chelsea        | 48        | 9         | 7       | 3      | 15      | 4      | 7       | 6      | 77      | 22     |
| Total carieră | Total carieră | Total carieră  | 446       | 219       | 49      | 26     | 142     | 67     | 11      | 9      | 648     | 321    |

*Alte turnee include Supercoppa Italiana, Community Shield, Football League Cup și Intercontinental Cup
- A mai marcat 5 goluri cu Dinamo Kiev B în Cupa Ucrainei[37] și 12 goluri cu Dinamo Kiev în Cupa CSI ('96–'98)

### Internațional
La 19 iunie 2012.
| Ucraina | Ucraina | Ucraina |
| An      | Meciuri | Goluri  |
| ------- | ------- | ------- |
| 1995    | 2       | 0       |
| 1996    | 2       | 1       |
| 1997    | 8       | 4       |
| 1998    | 6       | 1       |
| 1999    | 9       | 2       |
| 2000    | 5       | 5       |
| 2001    | 7       | 6       |
| 2002    | 3       | 0       |
| 2003    | 8       | 3       |
| 2004    | 6       | 4       |
| 2005    | 6       | 2       |
| 2006    | 9       | 5       |
| 2007    | 8       | 3       |
| 2008    | 7       | 3       |
| 2009    | 8       | 4       |
| 2010    | 6       | 2       |
| 2011    | 5       | 1       |
| 2012    | 6       | 2       |
| Total   | 111     | 48      |

### Goluri internaționale
| #   | Data       | Stadion                                       | Adversar        | Scor | Rezultat | Competiția                                             |
| --- | ---------- | --------------------------------------------- | --------------- | ---- | -------- | ------------------------------------------------------ |
| 1.  | 1996-05-01 | 19 maiıs Stadium, Samsun, Turcia              | Turcia          | 1–1  | 3–2      | Meci amical                                            |
| 2.  | 1997-04-02 | Olympic NSC, Kiev, Ucraina                    | Irlanda de Nord | 2–1  | 2–1      | Calificările pentru Campionatul Mondial de Fotbal 1998 |
| 3.  | 1997-05-07 | Olympic NSC, Kiev, Ucraina                    | Armenia         | 1–0  | 1–1      | Calificările pentru Campionatul Mondial de Fotbal 1998 |
| 4.  | 1997-10-11 | Hrazdan Stadium, Yerevan, Armenia             | Armenia         | 0–1  | 0–2      | Calificările pentru Campionatul Mondial de Fotbal 1998 |
| 5.  | 1997-11-15 | Olympic NSC, Kiev, Ucraina                    | Croația         | 1–0  | 1–1      | Calificările pentru Campionatul Mondial de Fotbal 1998 |
| 6.  | 1998-07-15 | Olympic NSC, Kiev, Ucraina                    | Polonia         | 1–2  | 1–2      | Meci amical                                            |
| 7.  | 1999-10-09 | Stadionul Lujniki, Moscova, Rusia             | Rusia           | 1–1  | 1–1      | Preliminariile Campionatului European de Fotbal 2000   |
| 8.  | 1999-11-13 | Bežigrad Stadium, Ljubljana, Slovenia         | Slovenia        | 0–1  | 2–1      | Preliminariile Campionatului European de Fotbal 2000   |
| 9.  | 2000-04-26 | Georgi Asparuhov Stadium, Sofia, Bulgaria     | Bulgaria        | 0–1  | 0–1      | Meci amical                                            |
| 10. | 2000-09-02 | Olympic NSC, Kiev, Ucraina                    | Polonia         | 1–1  | 1–3      | Calificările pentru Campionatul Mondial de Fotbal 2002 |
| 11. | 2000-10-07 | Republican Stadium, Yerevan, Armenia          | Armenia         | 2–1  | 2–3      | Calificările pentru Campionatul Mondial de Fotbal 2002 |
| 12. | 2000-10-07 | Republican Stadium, Yerevan, Armenia          | Armenia         | 2–3  | 2–3      | Calificările pentru Campionatul Mondial de Fotbal 2002 |
| 13. | 2000-10-11 | Ullevaal Stadion, Oslo, Norvegia              | Norvegia        | 0–1  | 0–1      | Calificările pentru Campionatul Mondial de Fotbal 2002 |
| 14. | 2001-03-28 | Millennium Stadium, Cardiff, Țara Galilor     | Țara Galilor    | 1–1  | 1–1      | Calificările pentru Campionatul Mondial de Fotbal 2002 |
| 15. | 2001-09-01 | Stadionul Dinamo, Minsk, Belarus              | Belarus         | 0–1  | 0–2      | Calificările pentru Campionatul Mondial de Fotbal 2002 |
| 16. | 2001-09-01 | Stadionul Dinamo, Minsk, Belarus              | Belarus         | 0–2  | 0–2      | Calificările pentru Campionatul Mondial de Fotbal 2002 |
| 17. | 2001-09-05 | Stadionul Ucraina, Lviv, Ucraina              | Armenia         | 1–0  | 3–0      | Calificările pentru Campionatul Mondial de Fotbal 2002 |
| 18. | 2001-10-06 | Silesian Stadium, Chorzów, Polonia            | Polonia         | 1–1  | 1–1      | Calificările pentru Campionatul Mondial de Fotbal 2002 |
| 19. | 2001-11-14 | Westfalenstadion, Dortmund, Germania          | Germania        | 4–1  | 4–1      | Calificările pentru Campionatul Mondial de Fotbal 2002 |
| 20. | 2003-06-07 | Stadionul Ucraina, Lviv, Ucraina              | Armenia         | 2–2  | 4–3      | Preliminariile Campionatului European de Fotbal 2004   |
| 21. | 2003-06-07 | Stadionul Ucraina, Lviv, Ucraina              | Armenia         | 3–2  | 4–3      | Preliminariile Campionatului European de Fotbal 2004   |
| 22. | 2003-09-10 | Estadio Manuel Martínez Valero, Elche, Spania | Spania          | 2–1  | 2–1      | Preliminariile Campionatului European de Fotbal 2004   |
| 23. | 2004-10-09 | Olympic NSC, Kiev, Ucraina                    | Grecia          | 1–0  | 1–1      | Campionatul Mondial de Fotbal 2006                     |
| 24. | 2004-10-13 | Stadionul Ukraina, Lviv, Ucraina              | Georgia         | 2–0  | 2–0      | Campionatul Mondial de Fotbal 2006                     |
| 25. | 2004-11-17 | Șükrü Saracoğlu Stadium, Istanbul, Turcia     | Turcia          | 0–2  | 0–3      | Campionatul Mondial de Fotbal 2006                     |
| 26. | 2004-11-17 | Șükrü Saracoğlu Stadium, Istanbul, Turcia     | Turcia          | 0–3  | 0–3      | Campionatul Mondial de Fotbal 2006                     |
| 27. | 2005-06-04 | Olympic NSC, Kiev, Ucraina                    | Kazahstan       | 1–0  | 2–0      | Campionatul Mondial de Fotbal 2006                     |
| 28. | 2005-10-08 | Stadium Meteor, Dnipropetrovsk, Ucraina       | Albania         | 1–0  | 2–2      | Campionatul Mondial de Fotbal 2006                     |
| 29. | 2006-06-08 | Stade Josy Barthel, Luxembourg, Luxemburg     | Luxemburg       | 0–2  | 0–3      | Meci amical                                            |
| 30. | 2006-06-19 | AOL Arena, Hamburg, Germania                  | Arabia Saudită  | 3–0  | 4–0      | Campionatul Mondial de Fotbal 2006                     |
| 31. | 2006-06-23 | Olympic Stadium, Berlin, Germania             | Tunisia         | 1–0  | 1–0      | Campionatul Mondial de Fotbal 2006                     |
| 32. | 2006-09-06 | Olympic NSC, Kiev, Ucraina                    | Georgia         | 1–0  | 3–2      | Preliminariile Campionatului European de Fotbal 2008   |
| 33. | 2006-10-11 | Olympic NSC, Kiev, Ucraina                    | Scoția          | 2–0  | 2–0      | Preliminariile Campionatului European de Fotbal 2008   |
| 34. | 2007-09-12 | Olympic NSC, Kiev, Ucraina                    | Italia          | 1–1  | 1–2      | Preliminariile Campionatului European de Fotbal 2008   |
| 35. | 2007-10-13 | Hampden Park, Glasgow, Scoția                 | Scoția          | 2–1  | 3–1      | Preliminariile Campionatului European de Fotbal 2008   |
| 36. | 2007-11-21 | Olympic NSC, Kiev, Ucraina                    | Franța          | 2–2  | 2–2      | Preliminariile Campionatului European de Fotbal 2008   |
| 37. | 2008-03-26 | Stadionul Dinamo Lobanovski, Kiev, Ucraina    | Serbia          | 1–0  | 2–0      | Meci amical                                            |
| 38. | 2008-09-06 | Stadionul Ucraina, Lviv, Ucraina              | Belarus         | 1–0  | 1–0      | Calificările pentru Campionatul Mondial de Fotbal 2010 |
| 39. | 2008-09-10 | Almaty Central Stadium, Almaty, Kazahstan     | Kazahstan       | 0–2  | 1–3      | Calificările pentru Campionatul Mondial de Fotbal 2010 |
| 40. | 2009-04-01 | Wembley Stadium, Londra, Anglia               | Anglia          | 1–1  | 2–1      | Calificările pentru Campionatul Mondial de Fotbal 2010 |
| 41. | 2009-06-06 | Maksimir Stadium, Zagreb, Croatia             | Croația         | 1–1  | 2–2      | Calificările pentru Campionatul Mondial de Fotbal 2010 |
| 42. | 2009-09-05 | Stadionul Dinamo Lobanovski, Kiev, Ucraina    | Andorra         | 3–0  | 5–0      | Calificările pentru Campionatul Mondial de Fotbal 2010 |
| 43. | 2009-10-14 | Estadi Comunal, Andorra la Vella, Andorra     | Andorra         | 0–1  | 0–6      | Calificările pentru Campionatul Mondial de Fotbal 2010 |
| 44. | 2010-05-25 | Stadionul Metalist, Harkov, Ucraina           | Lituania        | 3–0  | 4–0      | Meci amical                                            |
| 45. | 2010-05-25 | Stadionul Metalist, Harkov, Ucraina           | Lituania        | 4–0  | 4–0      | Meci amical                                            |
| 46. | 2011-10-07 | Stadionul Dinamo Lobanovski, Kiev, Ucraina    | Bulgaria        | 2–0  | 3–0      | Meci amical                                            |
| 47. | 2012-06-11 | Olympic NSC, Kiev, Ucraina                    | Suedia          | 1–1  | 2–1      | Euro 2012                                              |
| 48. | 2012-06-11 | Olympic NSC, Kiev, Ucraina                    | Suedia          | 2–1  | 2–1      | Euro 2012                                              |

## Palmares

### Club
Dinamo Kiev
- Premier Liga: 1995, 1996, 1997, 1998, 1999
- Cupa Ucrainei: 1996, 1998, 1999
- Supercupa Ucrainei: 2011
- Cupa CSI: 1996, 1997, 1998

Milan
- Serie A: 2003–04
- Coppa Italia: 2003
- Supercoppa Italiana: 2004
- Liga Campionilor UEFA: 2003
- Supercupa Europei: 2003

Chelsea
- FA Cup: 2007
- Football League Cup: 2007

### Individual
- Fotbalistul ucrainean al anului: (6) 1997, 1999, 2000, 2001, 2004, 2005
- Ukrainian Sports 1999.[40]
- Golgheter Cupei CSI: 1997
- Cupa CSI 1997 — Echipa competiției[41]
- Golgheter în Premier Liga: 1999
- Cel mai bun jucător din Premier Liga: 1997
- Golgheter în Cupa Ucrainei (2): 1995, 1998
- ESM Team of the Year: (3) 1999-00, 2003–04, 2004–2005
- Cel mai bun marcator UEFA Champions League: (2) 1998–99, 2005–06
- UEFA Champions League Best Forward: 1999
- UEFA Team of the Year: (2) 2004, 2005
- Supercupa Europei 2003 Omul meciului.
- Serie A Foreign Footballer of the Year: 2000
- Serie A Goal of the Year 2004 (Roma-Milan 2004).[42]
- Serie A Top Scorer: (2) 1999–00, 2003–04
- Supercoppa Italiana all time top Scorer
- Best Player of Eastern Europe - Focus Vest magazine Trophy: 2001
- Baltic and Commonwealth of Independent States Footballer of the Year: (2) 2004, 2005
- Ballon d'Or: 2004
- Ballon d'Or: Third Place 1999, 2000.
- 2004 FIFA World Player of the Year Third
- Golden Foot award: 2005
- FIFPro World XI: 2005
- Cel mai bun marcator din istoria Ucrainei cu 46 goluri.
- Derby della Madonnina all-time top scorer cu 14 goluri.
- Cel mai bun marcator din istoria Milan în Champions League cu 33 goluri.
- All time FIFA World Cup qualification European Top Scorer.[43] with 26 goals.
- FIFA World Cup qualification 2002 Top Scorer European with 10 goals.
- FIFA 100
- The World Team of the Decade by Mirror Football: 2009[44]
- A.C. Milan Hall Of Fame.[45]
- UEFA awards 100 caps.[46]
- Pallone d'Argento 2004.
- L'Équipe Team of the Year: (2) 2004, 2005.[47][48]
- Top scorer in the history of football ukrainian with 370 goals.
- Dynamo Kiev Top goalscorer (2).
- A.C Milan Top goalscorer (6).

### Balonul de Aur
- 1998 – nominalizat (top 50)
- 1999 – 3
- 2000 – 3
- 2001 – 8
- 2003 – 4
- 2004 – 1
- 2005 – 5
- 2006 – nominalizat (top 50)

### Jucătorul anului FIFA
- 1999 – 7
- 2000 – 5
- 2001 – 9
- 2003 – 10
- 2004 – 3
- 2005 – 6
- 2006 – 21

### World Soccer Award
- 1999 – 3[40]
- 2000 – 3[40]
- 2001 – 8[40]
- 2003 – 8[40]
- 2004 – 3[40]
- Decade – 13[40]